# 山口昌男
山口昌男（日语：やまぐち まさお，1931年8月20日—2013年3月10日），日本文化人类学家。